# Hersiliola xinjiangensis
Hersiliola xinjiangensis là một loài nhện trong họ Hersiliidae.
Loài này thuộc chi Hersiliola. Hersiliola xinjiangensis được miêu tả năm 1989 bởi Liang & Wang.